# 波尔布特
波爾布特（高棉語發音：[pol pɔːt]；1925年5月19日—1998年4月15日），原名沙洛特绍（高棉語發音：[saːlot sɑː]），是柬埔寨政治人物，“波尔布特”是其化名。波尔布特1925年出生在磅同省的一个富农家庭，于1963年至1979年期间是红色高棉的实际最高领导人，1963年至1981年间担任柬埔寨共产党总书记，1976年至1979年间担任民主柬埔寨總理。波尔布特将柬埔寨变为一党制共产主义国家，并实施了红色高棉大屠杀。
波尔布特早年曾留学法国，在阅读马克思、斯大林、毛泽东等人的著作后开始认同共产主义思想。归国后积极参加反法斗争，后又参加反对西哈努克专制的运动，1963年当选柬埔寨共产党总书记。此后，波尔布特曾多次前往中华人民共和国进行军政训练、学习无产阶级专政的理论，得到了陈伯达、张春桥等中共高层的支持，并受到了文化大革命的较大影响。1970年朗诺政变后，西哈努克被推翻、流亡中国大陸；在中共的协调下，波尔布特改变策略，與西哈努克合作，共同对抗亲美的高棉共和国政权。1975年4月17日，红色高棉在北越、越共和中共的协助下占领柬埔寨首都金边，取得了革命的胜利并掌握实权；波尔布特随后得到毛泽东本人的接见和认可，红色高棉则获得了中方的大量援助，中华人民共和国国务院副总理张春桥等人还於1976年2月亲自访问柬埔寨进行了“指导”并表示肯定，並派有攝製組前往攝製。
1976年，红色高棉改国名为“民主柬埔寨”，波尔布特当选总理。波尔布特执政期间激进推行农业社会主义，实行农业集体化，将所有城市居民强行驱赶到农村的集体农场劳动、效仿中国实行“大跃进”，并屠杀了大量“新政府的敌人”，还以“大清洗”的名义将柬共中央高层领导以及军队的总参谋部几乎屠杀殆尽、另有大量政府官员和军队人员被杀害。直至1979年初，柬埔寨有大量人口遭到政府導致的就地正法或謀殺，也有大量人口在監禁或勞動改造中因疾病、虐待、過度勞動、營養不良、餓死等原因喪生，罹難者有大约150万人到300万人，而當時柬埔寨只有800萬人口。此屠殺事件，被歷史學家稱為紅色高棉大屠殺（又称“柬埔寨种族灭绝”）。對外關係上，由於柬埔寨與越南的宿怨，且越南在中蘇交惡中支持蘇聯，波爾布特奉行反蘇且親中共的外交政策。
1977年9月28日，波爾布特應華國鋒邀請訪問了中華人民共和國，並與華國鋒進行了會談。1978年12月，越南全面入侵柬埔寨，由于多方夹击，越南很快就占领了大部分地区，1979年1月，民主柬埔寨覆灭。越南扶植韩桑林建立柬埔寨人民共和国政权。波尔布特等领导人撤退到泰柬边境的山区，组建民主柬埔寨国民军同越南对抗。1989年，越南撤军，波尔布特则拒绝参加由柬埔寨过渡时期联合国权力机构举行的1993年大选，也拒绝让红色高棉游击队缴械，引发红色高棉内讧。1997年6月10日，波尔布特下令杀害计划向新政府投诚的宋成全家，并凌辱尸体，在红色高棉内部引起众怒。几天后，波布被另一名将领塔莫克逮捕，并判处终身监禁。1998年4月15日，波尔布特在软禁期间、被移交给国际审判的前夕突然死亡，塔莫克宣布他死于心脏病；另有人怀疑是自杀或谋杀。
波尔布特在全球共产主义影响达到顶峰时掌权，但事实证明他对国际共产主义运动造成了分裂。许多观点认为他背离了正统的马克思列宁主义，但其政府得到了中国支持，因其被视为抵御苏联在东南亚影响的堡垒。他在红色高棉大屠杀中所扮演的角色在国际上受到广泛谴责，亦被视为犯下危害人类罪的极权独裁者。
他的政治思想被称为波尔布特主义。

## 生平

### 早年生活

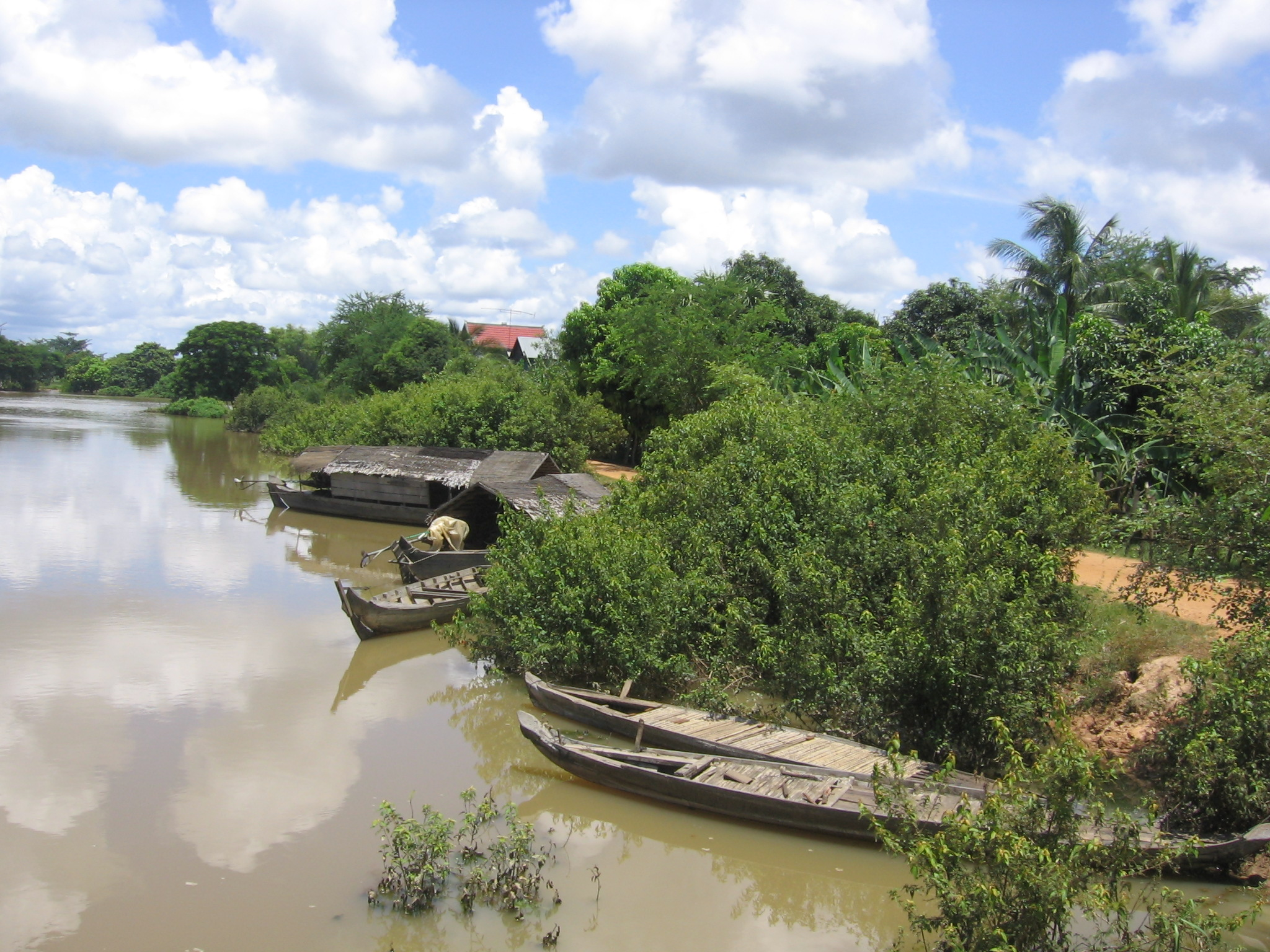
波尔布特的出生地磅同省波列斯布村

波尔布特原名沙洛特绍，出生于柬埔寨磅同省波列斯布村，位于今日磅同市的郊外。他的出生时间有多种说法：波尔布特在1997年接受采访时声称自己出生于1925年1月；但记者肖特在其所著的波尔布特传记中认为他生于1925年3月；研究柬埔寨现代史的美国历史学家钱德勒查阅法国殖民政府的资料后，认为他生于1928年5月28日。
沙洛特绍一家拥有华人与高棉人混血的血统，但不懂中文，并且完全以高棉人的方式生活。他的父亲Saloth Phem是一位富农，拥有村里最大的房子之一。母亲Sok Nem则是一名受到尊敬的佛教徒。波尔布特的父亲育有两个女儿、七个儿子，这些子女中有三名早夭。波尔布特在兄弟姐妹中排行第八。
当时柬埔寨是个君主制国家，但在法国殖民统治之下，国王几乎没有任何政治权力。波尔布特的堂姐密克是莫尼旺国王的一个妃子，后来成为芭蕾舞教师。在六岁时，沙洛特绍与哥哥沙洛特蔡一起被父母送往柬埔寨首都金边，由堂姐Meak抚养。年幼的他被送入瓦特·博图姆·瓦代伊修道院当了18个月的僧人，在寺院里学习佛教教义和高棉文的阅读写作。
1935年夏天，沙洛特绍搬到哥哥Saloth Suong家中，与兄嫂、侄辈一起居住。他被送进罗马天主教的小学学习，由Meak支付学费。他于1941年毕业。同年莫尼旺国王逝世，由西哈努克继位。绍进入磅湛省刚刚成立的西哈努克专科学校，成为一名寄宿生。后来的同志符宁和乔森潘与他是这里的同学，与他关系最好的同学还包括日后被他杀死的政敌朗农，即高棉共和国总统朗诺的弟弟。1947年毕业后，考入西索瓦公立中学，但未能获得学位，便在金边一家职业学校学习木工。在这里，他结识了后来的同志英萨利。

### 留学法国
1949年，沙洛特绍因学习成绩优秀而获得奖学金，获准与其他21名留学生到法国留学。在国外接受进一步的教育，标志着沙洛特绍成为柬埔寨少数精英之一。随后，他在1950年1月进入巴黎先贤祠-阿萨斯大学的信息与数字技术工程学院学习三年，学习成绩优异。
在巴黎读书期间，英萨利与其他两人建立了马克思列宁主义的地下研究组织“马克思主义圈子”，定期阅读马克思主义读本，并进行自我批评。沙洛特绍加入了这个组织下的一个研究小组，同一个小组的成员包括胡荣、冼阿里和索诺。沙洛特绍与英萨利于1951年加入了法国共产党。
沙洛特绍表示许多马克思的著作很难懂，后来发现自己“并不是真正地理解”他们。相反，他熟读了斯大林的著作，包括斯大林授意编写的联共（布）党史简明教程，并对斯大林主义十分认同。他还阅读了毛泽东的著作，尤其是关于新民主主义的部分，认为非常适用于在殖民地和半殖民地半封建社会进行革命。此外，他还阅读了无政府主义者克鲁泡特金关于法国大革命的著作《大革命》，据此认为知识分子和农民之间的联盟是革命所必需的；一场革命需要进行到最后，而不妥协才能取得成功；平均主义是共产主义社会的基础。
此时，柬埔寨内部发生冲突，西哈努克国王解散政府，宣布自己为首相。对此沙洛特绍用笔名写下《君主制还是民主制？》一文发表于杂志，反对西哈努克的统治。“马克思主义圈子”决定派人回柬埔寨评估情况，以确定是否应该支持反叛者；沙洛特绍自愿担任这个角色。他于12月登上回国的船，未能取得学位。

### 参与革命
1953年1月13日，绍抵达了西贡（今越南胡志明市）。此时西哈努克解散了民主党控制的国民议会，并在没有审判的情况下拘禁民主党议员。当时正在进行第一次印度支那战争，柬埔寨陷于内战中，导致不少平民伤亡。绍先是在占达朗赛位于特拉彭·克罗隆的大本营住了数月，后来前往金边。在与“马克思主义圈子”成员平赛讨论后，绍认为最有希望的抵抗组织是“高棉越盟”。这是一个北越越南独立同盟会下属的游击队组织，由越族（即京族，越南主要民族）和高棉族成员组成。他的建议得到了“马克思主义圈子”成员的认可。后来他与拉特一起加入了这个组织，但发现高棉越盟中越南人占了主导地位，而高棉人主要从事琐事，比如绍的任务是种植木薯并在食堂工作。他后来成为高棉越盟东部大区书记杜斯木的秘书和助手。
1953年11月，西哈努克宣布柬埔寨独立。在结束战争的日内瓦会议上，北越与柬埔寨达成协议，将高棉越盟自柬埔寨境内撤离。绍不在撤离人员之内，并决定留在柬埔寨，遂经过越南南部前往波萝勉，最后到达金边。他和其他马列主义者虽然转为秘密活动，但也试图通过选举的手段达到目标。1954年，马列主义者组建了政党人民派，这个政党事实上是马列主义地下组织成立的掩护机构。绍是该党副总书记将耿万萨的助手，可能参加了政党的组建工作。其后绍在金边租了一座房子，在私立学校教授历史，1956年7月与英蒂丽的姐姐、英萨利的妻姐乔帕娜莉按照佛教仪式结婚。此后他继续负责马列主义者的地下通讯，人民派与民主党的许多通讯都由他经手。
虽然西哈努克是中国马列主义者的盟友，但他认为柬埔寨的马列主义者威胁到了自身统治。西哈努克开始镇压马列主义运动时，该运动的成员损失了一半。此时绍和其他成员越来越多地认为柬埔寨的革命者过于从属于越南同志，为解决这个问题，沙洛特绍、杜斯木、农谢、英萨利于1959年秘密组建了基于马列主义民主集中制模式的高棉劳动党。这个政党的存在对非成员保密；杜斯木任总书记，农谢任副总书记；沙洛特绍和英萨利为中央委员会常委，在党内的地位分别位居第三和第四。

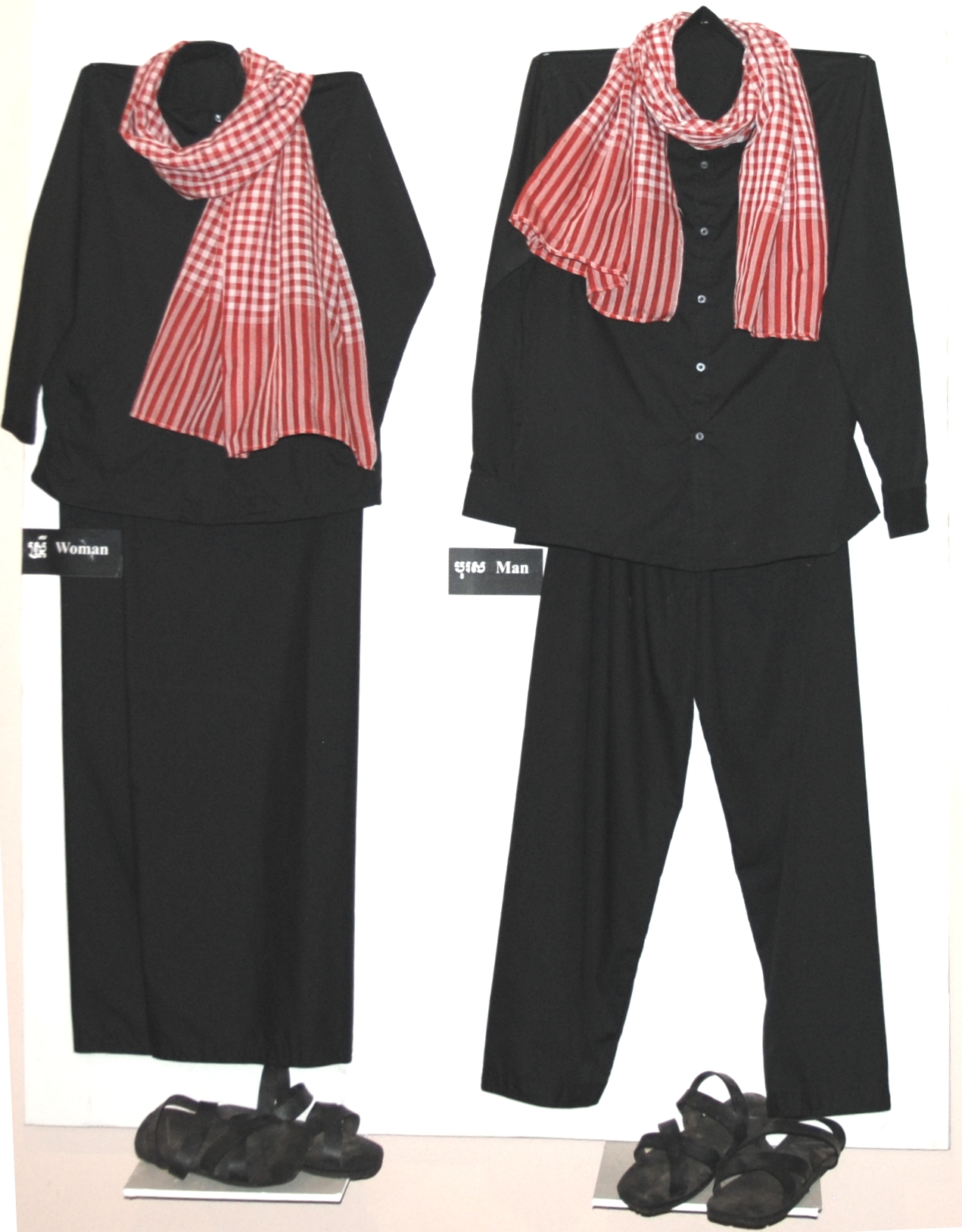
红色高棉的革命服装

1962年1月，西哈努克的安全部门进一步打击社会主义者，监禁了人民派的领导人，该党陷入瘫痪。7月，杜斯木被捕，遭受酷刑杀害。农谢决定在政治活动中退让一步，使得沙洛特绍成为党的领导人。在1963年召开的“二大”上，高棉劳动党更名为柬埔寨工人党，沙洛特绍当选总书记。1963年2月，反政府学生抗议活动演变成骚乱。此前苏拉玛里特国王于1960年逝世，西哈努克提出了宪法修正案，允许自己成为终身制的国家元首。西哈努克解散了人民社会同盟政府，制定了34名由柬埔寨左翼人士组成的名单，要求他们与自己会面并组建新政府。作为名单上的成员之一，沙洛特绍拒绝与西哈努克见面，与英萨利一起离开了金边，来到特本克蒙省丛林中的越共营地。随着政府严厉打击金边的社会主义运动，越来越多的成员加入沙洛特绍的营地。随后沙洛特绍在南越边境组建了自己的营地，被称为“办公室100”。他的行动虽被允许与越共正式分开，但越共仍对他的阵营拥有重大指挥权。在党中央委员会的全体会议上，人们一致认为应该再次强调应从越南马列主义者独立，并对西哈努克展开武装斗争。翌年的会议中，工人党批判苏联的赫鲁晓夫进行的是“修正主义”。
1965年4月，沙洛特绍沿着胡志明小道步行前往河内，与胡志明和黎笋等北越领导人见面。然而北越专注于越南战争，不希望绍的部队破坏西哈努克政权的稳定，而后者的反美立场事实上成为了北越的盟友。绍在河内阅读了越南劳动党的档案，认为越南马列主义者致力于追求建立印度支那联邦，因此他们的利益与柬埔寨的利益不能相容。随后他从河内飞往北京，会见中国共产党的领导人。邓小平主持了会见，但多数会议都是同彭真会面。沙洛特绍得到中国共产党许多人的同情，尤其是陈伯达和张春桥。在中苏交恶的背景下，绍向他们分享了对赫鲁晓夫的负面看法。在北京停留一个月后，他飞回河内，沿着胡志明小道走了四个月，抵达柬埔寨马列主义者位于南越禄宁县的新基地。1966年10月，他与其他几位党领导人秘密决定将党组织更名为柬埔寨共产党。会议同时决定将总部迁往腊塔纳基里省以远离越共的控制、重新展开武装斗争。北越对此表示异议，因此拒绝为他们提供武器的要求。
1967年4月，由于政府腐败、土地剥削等原因，马德望省发生反对政府的三洛起义，自此拉开武装斗争序幕，全国各地都建立了共产主义基地。至12月，战争从西北大区蔓延至其他地区。然而柬埔寨各地沟通效率很低，每个大区在大部分时间内必须独立运作。为应对不断增长的革命势力，政府军王家军队对西部各地进行大规模轰炸，导致许多人流离失所。这使得许多百姓对政府不满，纷纷加入叛军，使其数量达到十万人之众。1968年夏天，沙洛特绍迁移到K-5基地。他在这里确立了对党的支配地位，拥有自己独立的营地、工作人员和警卫，没有人可以在没有保护的情况下与他会面。他还接替英萨利担任东北大区书记。

### 党的领袖
1969年，沙洛特绍召开会议，转变党的宣传策略，停止发表反对西哈努克的言论，将宣传策略改为反对右翼政党的亲美态度。1970年朗诺政变发生后，西哈努克被推翻并流亡北京。新成立的高棉共和国政府持亲美态度，北越的人员都被驱逐。北越派总理范文同来到北京，会见西哈努克，希望他与红色高棉合作。当时沙洛特绍也在北京，北越人员也联系了绍，决定向红色高棉提供对抗高棉共和国政府的任何物资。然而越南和中国领导人皆未将沙洛特绍身处北京的事实告知西哈努克。西哈努克随后通过电台呼吁柬埔寨人民起来反对政府并支持红色高棉。
1970年5月，绍回到柬埔寨，抵抗运动获得了生机。10月，绍以中央委员会的名义发布一项决议，阐述“独立主义原则”，呼吁柬埔寨自行决定未来，不受任何外国势力影响。该决议还包括越盟在1950年代背叛柬埔寨社会主义运动的陈述。在1971年，对柬埔寨政府的主要战斗由北越和越共参加，红色高棉仅作为协助者。绍利用这种情况大量招募新成员，用比以前更加高的标准进行训练，同时加强了政治理念的灌输。学生和“中农”的入党申请被拒绝，只有明确的农民背景才能入党。1972年初，一只由35,000人组成的常规部队和约100,000名非正规军的军队雏形产生，同时中国每年提供500万美元的武器供应。另一方面，沙洛特绍在柬埔寨东部组建橡胶种植园，通过强迫劳动使其成为红色高棉的一个独立收入来源。红色高棉在其控制区实行新的纪律，占族等少数民族被迫改穿柬埔寨服装。同时进行土地改革，宣传农民平等，没收所有私人交通工具。这对贫民普遍有利，但对逃到城镇的难民极为不利。
自1973年起，红色高棉已经控制了全国近三分之二的土地和一半的人口。自此北越开始视绍为一个平等的领导人。同年底，他作出了决定战争未来的决策。首先他决定削减外部供应以免收外国控制，使城市陷入困境；其次他强制控制了试图通过红色高棉路线逃离城市的人。同时，他下令对前政府官员以及任何受过教育的人进行一系列清洗，并在其控制区建立一套新的监狱体系。占族试图起义，以阻止自身文化被摧毁，但很快被粉碎，参与起义的大多数人遭到酷刑。
红色高棉同时制定了将城市居民强制疏散到农村的政策。此前在1971年占领茶胶省时，绍和他的同志对“解放区”城市摆脱社会主义、恢复资本主义旧生活方式的速度感到震惊。为了党的形象，他用了各种方式试图重建社会主义，但没有任何效果。因此他在1973年沮丧地宣布唯一解决方案是将城镇人口送往农村。不久后，由于同样的原因，磅湛的人口被疏散。1974年，红色高棉继续疏散了更大规模的乌栋。9月，随着军事行动的结束，绍决定开展社会主义改造。主要步骤有二：疏散主要城市，将人口迁移到农村；停止货币流通，并逐步将其淘汰。
1975年1月起，红色高棉对高棉共和国政府展开最后攻势。红色高棉确定了“朗诺-施里玛达-山玉成集团”的7名主要成员，由西哈努克公布，声称要在革命胜利后将他们处决。此名单上的人物后来被扩展到23人，包括了政府所有高级领导人以及在警察、军队中担任领导职务的所有官员的姓名。北越也决定在红色高棉占领金边之前一举消灭西贡的越南共和国政权。4月，总统苏金奎流亡海外，政府组建了全国最高委员会并接管了总统职权，任命沙索沙康将军为主席。沙索沙康是农谢的表兄弟，也是沙洛特绍在法国的同学。他试图与红色高棉谈判。作为回应，绍将委员会所有委员的名字都列入了死亡名单。1975年4月17日，红色高棉最终占领了金边。

### 上台执政

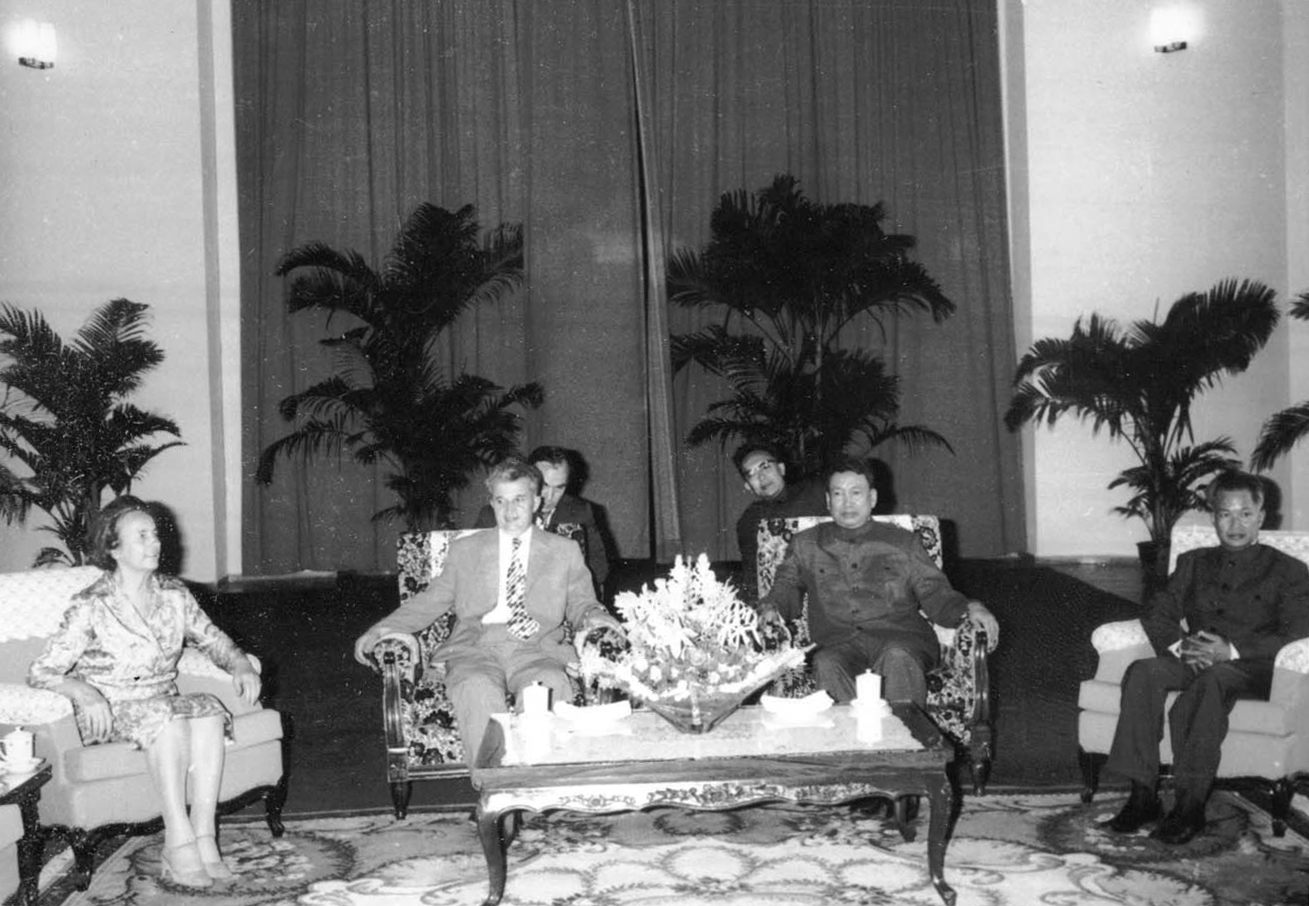
1978年，波尔布特（右）与齐奥塞斯库（左）

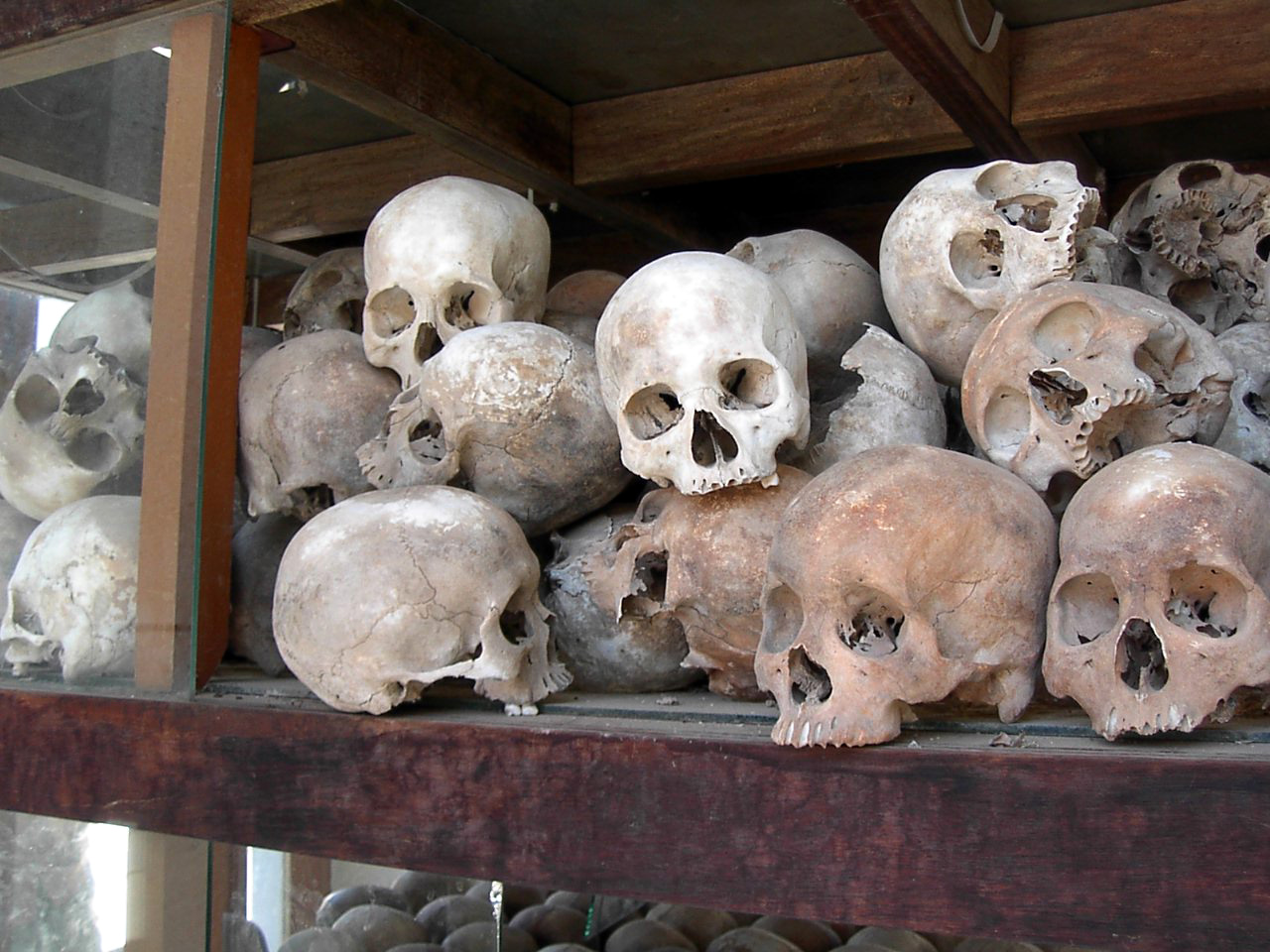
钟屋杀人场的红色高棉大屠杀受难者颅骨

金边被占领标志着红色高棉夺取了国家政权，沙洛特绍自此成为该国事实上的领导人。他采用了“第一兄弟”的称号，并开始使用“波尔布特”（Pol Pot）的化名。这个化名在高棉语中的没有特别的意义，其具体含义不详，历史学家沃尔曼称是法语“Politique Potentielle”（潜在政治家）的简称。根据记者肖特为他写的传记，波尔布特参加革命后还曾使用过普克、海、波尔、87、伯父、哥哥、第一兄弟、99、菲姆等化名。
1976年4月，西哈努克亲王辞去国家元首职务，随即被软禁在金边王宫中。不久后，宾努等西哈努克派系的官员也都被迫辞职。在4月11日至13日举行的柬埔寨第一届人民代表大会第一次全体会议中，决定将国名改为“民主柬埔寨”、接受西哈努克的辞职请求；由乔森潘继任国家元首、由波尔布特担任政府总理。这是“波尔布特”这个名字第一次在公众场合出现，民主柬埔寨官方宣称他是一位“橡胶种植园工人”，是橡膠種植工人工會代表。
值得一提的是，波尔布特从未成为个人崇拜的对象。甚至在执政期间，柬埔寨共产党长期对外隐藏自己的存在，该党仅自称是“安卡”（高棉语“组织”之意）。外界将这一股神秘的共产主义势力称为“红色高棉”，“红色高棉”也成为世界上对柬共及其后继组织的称呼。1977年4月15日，波尔布特才在一次演讲中透露出柬共的存在。此前外界都不知道波尔布特是谁，至此才被确认波尔布特就是沙洛特绍。在此之前，外界甚少关注沙洛特绍，认为他是红色高棉中不重要的人物；此前西哈努克1973年访问“解放区”时，甚至没有意识到沙洛特绍是红色高棉的高层领导。
红色高棉政权认为农业是国家建设和国防的关键。波尔布特的目标是在五至十年之内完成全国70%至80%的农业机械化，在十五年至二十年之内建立农业机械化的现代工业基地，使柬埔寨成为一个自给自足的国家。他想切断对外关系，从根本上重建社会，最大限度地提高农业生产。为避免外国对行业的统治，波尔布特拒绝从其他国家购买商品。民主柬埔寨施行合作社制度，取消货币和市场，实行按需分配和全民供给制。男女老少在集体农场集体劳动，在公共食堂集体就餐。工厂、商店也全部收归国有。私人财产被禁止，家庭被取消，甚至婚姻也由组织安排，婚后夫妇要分开居住。
占领金边后，红色高棉立即开始把城市居民疏散到农村。不愿离开城市的人被告知城市受到美国轰炸的严重威胁，城市的存在将会持续不超过数天。然而这些城市人口被疏散到农村后，就被编入农业合作社从事生产。西方媒体将这一系列事件描述为“死亡行军”，当时有美国媒体预测，有数十万人将会在疏散和接踵而至的饥荒中丧生。对此波尔布特表示撤离城市的目的为了消灭特定的阶级。他认为城市是资本主义的丑恶象征，会腐化干部和群众。要建设理想社会，就必须消灭城市。
1976年，民主柬埔寨将全国人分为三个群体：拥有完全权利者、拥有完全权利的候选人、没有权利的人。没有权利的人包括了从城市来到公社的大多数“新人”。没有权利的人将要被毁灭，他们的口粮配给被减少，因此导致了广泛的饥荒。红色高棉领导人在电台中鼓吹只需要一两百万人来建立新的农业社会主义乌托邦。正如他们的一句谚语所说：“留着你也没有用处，消灭你也没有损失。”
红色高棉还根据宗教信仰和种族背景对人们进行归类。政府施行国家无神论政策，废除所有宗教，对伊斯兰教、基督教及佛教信徒进行广泛镇压。民柬政权曾屠杀了近25,000名佛教僧侣，宗教界知名遇难者中包括僧王胡达、天主教金边宗座代牧区主教萨拉等人。该政权特别针对穆斯林、基督徒、受过西方教育的知识分子、一般受过教育的人、与西方国家或越南有联系的人、残疾人、华人、老挝人、越南人进行迫害。酷刑处决在全国非常普遍，数千名被指控与前政府有关联的政客或官僚被处决。這一系列血腥事件被稱為紅色高棉大屠殺，據估計造成了150萬至300萬柬埔寨人的死亡。
外交上，波尔布特采取亲中国政策，站在反苏阵营。这在外交上具有实用性，因为柬埔寨的竞争对手越南与苏联保持一致。1976年12月，为回应越南共产党第四次全国代表大会上批准的“解决越南与老挝、柬埔寨特殊关系的决议”，波尔布特向红色高棉领导人指示称越南是现在的敌人。

### 与越南的冲突
在波尔布特执政期间，民主柬埔寨与越南发生边境纠纷，双方军队多次侵入对方领土。1975年5月，一队柬埔寨革命军士兵占领富国岛。1976年5月，越南派空军空袭柬埔寨。7月，越南通过“友好条约”，几乎全面控制了老挝。随后波尔布特派出一个代表团前往越南谈判，试图防止边界争端，但谈判失败，导致了更多的边界冲突。
至1977年时，柬埔寨与越南之间的关系全面破裂。该年9月，柬埔寨革命军越境袭击越南，对越南村庄进行破坏，并屠杀村民。不久后，波尔布特发表了一段长达五个小时的演讲，正式公开柬埔寨共产党的存在，并对外公开柬埔寨是一个共产主义国家。此后两国多次入侵对方领土，虽曾尝试通过谈判以达成和解，但最终失败。与此同时，中国与越南发生边境纠纷。越南试图通过中国向柬埔寨施压。对此中国予以拒绝，并为柬埔寨提供武器。这些迹象表明中国打算对越南采取军事行动。
1978年5月，东部大区发生叛乱，波尔布特的军队未能迅速平定。5月10日，波尔布特在电台发表讲话，宣称不仅要“消灭5000万越南人”还要在柬埔寨“净化人民”。东部大区有150万人被认为是“有越南心的高棉人”，至少10万人在六个月中被屠杀。12月25日，越南宣称为了“自卫”，派兵入侵柬埔寨，柬越战争爆发。柬埔寨革命军最终被击败，红色高棉政权被推翻，波尔布特等人逃往泰柬边境地区继续抵抗。1979年1月，由韩桑林等红色高棉脱逃者在越南和苏联的协助下组建的柬埔寨人民共和国政权成立，但这个政权不被国际社会公认，且通常被认为是越南的傀儡政权。波尔布特等要员在泰柬边境地区重新集结，并得到泰国的庇护和援助。泰国利用红色高棉作为缓冲力量，使越南人远离泰柬边境。中国利用泰国军方为媒介，向红色高棉提供武器。最终波尔布特在柬埔寨西部重新组建民主柬埔寨国民军，自任最高委员会主席兼总司令，同越南人民军对抗。与此同时，中越战争爆发。
中国政府是红色高棉及波尔布特的主要国际支持者，在民主柬埔寨政权被推翻后，仍为该组织提供财政和军事支持。红色高棉游击队一度被视为抗击越南入侵的主力军，得到中国、美國、泰國等国不同程度的支持。1981年12月，波尔布特宣布解散柬埔寨共产党，成立奉行民主社会主义的民主柬埔寨党。他声称需要更加广泛地团结其他势力以对抗越南的侵略，而明确的共产主义路线会阻碍各方面的团结，故而创立新的政党。波尔布特担任该党的总书记。
翌年，民主柬埔寨党与西哈努克亲王领导的奉辛比克党、宋双领导的高棉人民民族解放阵线组成民主柬埔寨联合政府，共同对抗越南及其支持的柬埔寨人民共和国政权。联合国对该政府予以承认，且不承认柬埔寨人民共和国政府；直到1993年，民主柬埔寨联合政府仍拥有柬埔寨在联合国的合法席位。与此同时，波尔布特住在泰柬边境的马莱山一带。他在1980年代初期接受采访，不断指责反对自己的人都是叛徒、越南人的傀儡，直到后来他从公众视野中消失。此后，外界曾一度出现波尔布特已经死亡的传言。
1985年12月，越南人民军发动一次重大攻势，占领了红色高棉控制的大部分地区。越南人民军遭受重大损失，但红色高棉在马莱山的总部以及在拜林省附近的基地被彻底摧毁。波尔布特逃往泰国，此后在达叻府度过了六年。他于1985年以哮喘为由宣布“退休”，将日常的权力交给了宋成，但他仍保留其在党内的影响力，且是反越南联盟的主导力量。8月24日，波尔布特出任民主柬埔寨最高国防研究院院长。據红色高棉一位干部的说法，波尔布特知道国内很多人恨他，且认为他要为屠杀事件负责；他也知道许多人死了，认为自己应该承担责任，但责任是太过信任下属，没有能够正确地跟踪正在发生的事情。
1989年，越南自柬埔寨撤军。红色高棉在泰柬边境西部建立的新的据点，波尔布特也从泰国回到柬埔寨。波尔布特拒绝和平进程，继续领导与新政府的斗争。新政府对红色高棉下属组织及战士私下展开和平谈判，红色高棉战士纷纷缴械投降。
1995年，波尔布特经历了一次使他身体左侧瘫痪的中风。1997年6月10日，波尔布特宣称宋成企图歸順政府，下令将其一家全部杀害，并用卡車來回碾壓他们的尸体直至血肉模糊，因而引发众怒。6月19日，他和几名亲信被红色高棉军官塔莫克逮捕。7月25日，红色高棉在安隆汶基地举行公审波尔布特大会，宣布波尔布特因“背叛民族”、“杀害同志”，被判终身监禁。另外，有三名忠于波尔布特的红色高棉军官被直接宣判死刑。这场审判被外界认为是一场摆样子公审，《远东经济评论》的美国记者塞耶对此次审判进行独家报导，轰动亚洲。此后，红色高棉成立一个新的领导机构“9人委员会”，塔莫克、乔森潘、农谢成为主要领导人。
10月，塞耶对波尔布特进行采访。波尔布特声称自己做的一切都是为了国家：“我是为了进行斗争，不是为了杀人。即使是现在，你可以看着我，我是野蛮人吗？我的良心很清白。”他还辩解称：“我们有做错的，也有做对的。错误的是针对人民的事情……正如我告诉你的那样，没有我们的斗争，现在就没有柬埔寨。”此外，波尔布特声称由红色高棉从学校改造的集中营、集体处决中心S-21监狱只不过是“越南人的展览品”。

### 死亡

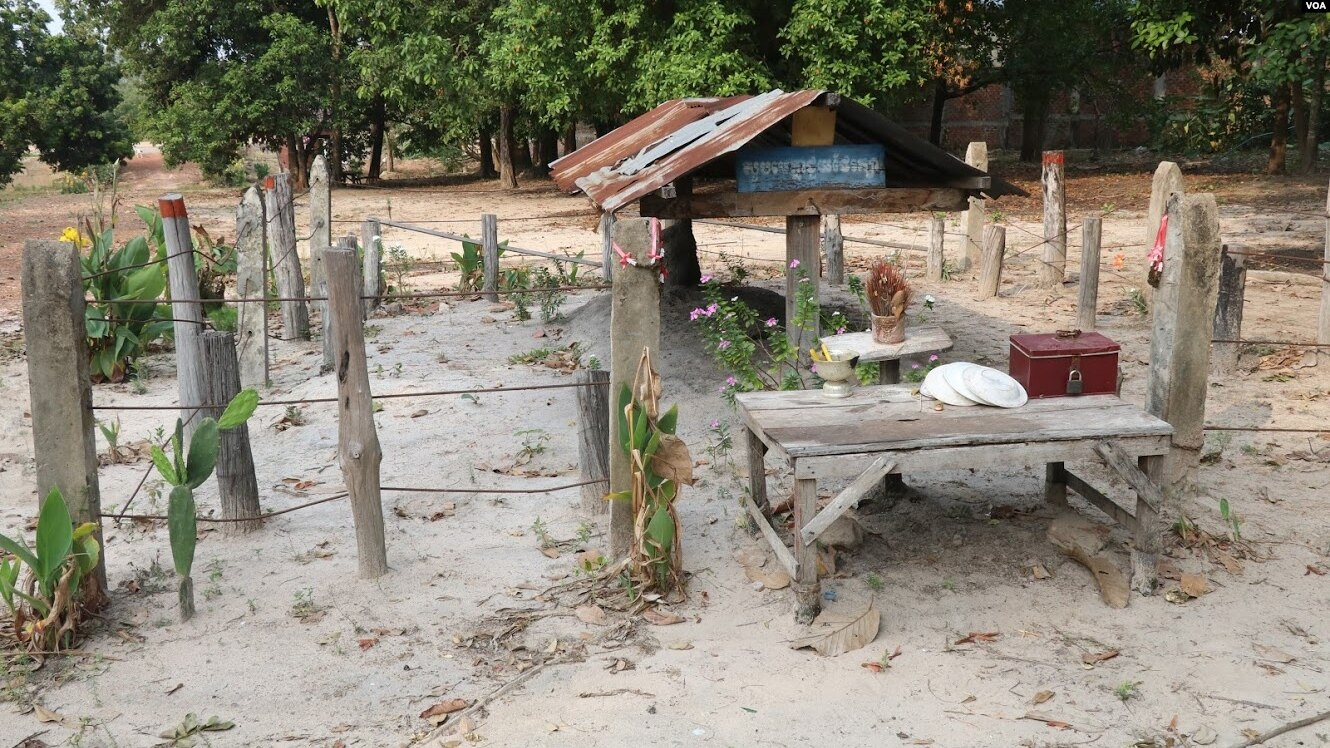
波尔布特墓

1998年4月15日，就在红色高棉占领金边23周年纪念日的两天前，美国之音报道称红色高棉同意将波尔布特移交给国际审判。波尔布特是美国之音的忠实听众。根据波尔布特妻子棉素碧的说法，就在当天晚上，波尔布特等待被转移到另外一个地方的时候在床上死了。塔莫克宣称波尔布特死于心脏衰竭；但由于尸体指甲出现变色的情况，有人怀疑他死于服毒自杀或谋杀。曾经采访过波尔布特的记者塞耶也认为，波尔布特意识到塔莫克要把自己交给美国后，服用了致死剂量的地西泮和氯喹而死亡。有亚洲外交官认为，波尔布特若被红色高棉移交政府，将被送上国际法庭，那时他与金边、中国，甚至泰国时任领导人的关系就会彻底曝光，将令事情复杂化；若是杀死波尔布特灭口，这些问题将得到彻底解决。
4月17日，泰国军方证实波尔布特的死讯。随后，柬埔寨政府要求查验波尔布特的尸体。
起初，红色高棉当局尝试用甲醛进行临时防腐处理，但失败了；于是将他的尸体用冰保存，以等待记者前来证实他的死亡并报道他的葬礼。4月20日，波尔布特的遗体在安隆汶县靠近泰国边境的卓姆村被火化。约有20名红色高棉人员出席仪式，波尔布特的妻女以及塔莫克、乔森潘都没有出席其葬礼。柬埔寨政府对红色高棉不经解剖和验证就火化波尔布特遗体表示不满。
波尔布特被葬于卓姆村，距离泰国边境仅数百米。下葬的时候没有建造坟墓，后来建造了一座简易的坟墓，上面用木板简单地标识“波尔布特火葬于此”。
在波尔布特死后不到一年，乔森潘和农谢在1998年12月25日宣布向金边政府投降。

## 意识形态
波尔布特受到农业社会主义的影响，希望建立一个完全自给自足、不受外国影响的农业社会。斯大林的作品被描述为对波尔布特有“至关重要的影响”。他同样深受毛泽东著作的影响，尤其是《新民主主义论》。1960年代中期，波尔布特重新阐述了自己对马列主义的看法，以更好的适应柬埔寨状况。
在反对无产阶级的革命性作用时，波尔布特强调农民与知识分子之间的革命联盟的观念，这个观点与他在巴黎时阅读克鲁泡特金的著作有关。他提出：农民仍然可以发展出“无产阶级意识”，正是这种方法将他与正统的马克思主义思想联系起来。肖特认为“上座部佛教的语法渗透进”了柬埔寨马克思主义思想，正如儒家思想影响了中国毛泽东思想的发展一样。
除了斯大林主义與毛泽东主义以外，波尔布特是极端的本土主义者和仇外者，他试图从柬埔寨消除所有种族和宗教少数群体。然而，作为消灭宗教的一部分，本土宗教也被禁止。
同其他红色高棉领导人一样，波尔布特是一个高棉民族主义者，认为越南人是劣等民族，而高棉人来源于高贵的种族。他们宣扬柬埔寨自身固有的伟大，不断重申吴哥的辉煌历史。另一方面，波尔布特也强调政权组织的非人格化。他认为英雄的生命是短暂的，而“革命组织”却可以永保生机。
波尔布特希望将下柬埔寨地区纳入民主柬埔寨势力范围。此前西哈努克和朗诺也曾梦想过建立大柬埔寨。在柬埔寨与越南发生边界冲突的时候，他认为下高棉人正准备推翻越南人統治，派特工煽动下高棉人起义。然而不管下高棉人对越南持有何种看法，他们根本就没有足够的武器、动机和组织能力发动起义。

## 家庭

### 父母
波尔布特的父亲沙洛特潘是一位富农，拥有村里最大的房子之一。母亲索宁则是一名虔诚的佛教徒，在村中备受尊敬。

### 兄弟姐妹
波尔布特的堂姐昆密克，是柬埔寨国王莫尼旺的妃子。曾收养波尔布特，被其视为养母。1975年4月红色高棉夺取政权后，被流放乡下，最终在公社中被活活饿死。
波尔布特有一位兄长沙洛特蔡（1920年—1975年4月），是柬埔寨左翼记者、政治活动家。朗诺发动政变后他被释放，并在高棉共和国担任要职。红色高棉占领金边后，曾参与强迫市民撤离城市。随后失踪，一说死于途中，一说被红色高棉军队杀害。
波尔布特的另一位兄长沙洛特颂 （1909年—1997年5月9日），曾担任西哈努克亲王母亲哥沙曼的行政秘书、礼宾官和私人助理。妻子谢萨密是柬埔寨古典舞蹈的著名学者，在金边的美术大学任教。他们夫妻曾和波尔布特一起在金边生活了多年，为波尔布特洗衣做饭。后于1960年代初和波尔布特失散，再未相见。红色高棉夺取政权后，夫妻二人从金边被流放至乡下。他们回忆说自己从早上5点工作到晚上7点，丈夫砍柴，妻子每天在公用厨房洗大约700个盘子。1978年底，在打扫公用厨房时，沙洛特颂抬头看到工人们张贴了一张阴暗的红色高棉领导人的照片。他回忆道：“起初我没认出他来。但有些人注意到了他的相似之处，并告诉我波尔布特就是沙洛特绍。”身边人在得知他们的关系后，曾询问他为何不去相认。他回答道：“他不是我真正的兄弟，所以我不能到他那里去。”当越南军队于1979年初推翻红色高棉时，沙洛特颂和他的妻子回到了金边，而他的兄弟则逃回了丛林。后来，沙洛特颂过着平静的生活，兼职在文化部担任艺术财产管理员。1989年底，他回到家乡与三位幸存的兄弟姐妹团聚。他们举办了一个佛教仪式，以感谢和纪念死去的家人。1997年5月9日，在金边病逝。他生前曾祝愿波尔布特来世不要再做共产党员。沙洛特颂的独子，即波尔布特的侄子，在红色高棉攻陷金边两天前逃亡海外，后定居于美国芝加哥，并时常接济柬埔寨的亲戚。
沙洛特内（1926年—2010年2月4日）是波尔布特最后在世的弟弟。除了小时候在金边的短暂逗留以及红色高棉时代的一段混乱时期外，他在家乡度过了他的一生。当他1982年返家时，他和他的孩子们在内战中被摧毁的旧家的遗址上盖了一所房子，并继续务农。他因长相和嗓音酷似波尔布特，而受到记者的关注。他和波尔布特出生仅相隔18个月，从小就是形影不离的好朋友。他曾对柬埔寨文献中心的一位采访者说，波尔布特是“一个可爱的兄弟”，“如果他被发现是无辜的，我会带他回来。”在2007年在接受《柬埔寨日报》采访时说：“我不能说我哥哥是好是坏，但他小时候就很好。”当被CNN采访，谈到波尔布特时，他说：“我们仅仅是彼此相爱而已。”
沙洛特僧是波尔布特的另一位兄长，出生于1912年。他对这位弟弟感到愤怒，因为他的一个儿子正是死于红色高棉的恐怖统治下。他曾评价道：“他伤了我的心，我不再爱他”、“我已经切断了跟他的血脉联系”、“我觉得波尔布特和我生活在两个不同的世界。我对他没有感觉。”
沙洛特隆（1916年—2005年2月11日）是波尔布特的姐姐，也曾嫁入柬埔寨王室。在1997年接受记者采访时，毫不掩饰对这位弟弟的不满：“他被人背着，看起来病了，但这是他应得的。善有善报，恶有恶报”，“我不愿意跟他有血缘联系，如果我们的父母今天还活着，他们会很伤心的”，“我很生气，他怎么可以对人民做这样的事？我无话可说了，我感到万分的羞愧”，“他从未联系过我们。他不尊重自己的家人。”她进而表示，她的孙子们轻蔑地称他们的外叔祖父为“a-Pot”，意思是“卑鄙的（波尔）布特”。2003年，她因中风而卧床不起，最终因高血压于2005年病逝。

### 婚姻及后代
波尔布特于1956年与第一任妻子乔帕娜莉结婚。乔帕娜莉也是一位共产主义革命家，她是红色高棉领导人之一英蒂丽的姐姐。乔帕娜莉曾担任担任民主柬埔寨妇女协会主席的职务，二人之间没有子女。波尔布特、乔帕娜莉、英萨利、英蒂丽四人被江青称为“柬埔寨的四人帮”。乔帕娜莉后来深受精神疾病的困扰。1979年越南入侵前，波尔布特与乔帕娜莉离婚。
1986年，波尔布特与第二任妻子棉素碧结婚，同年生下一女，取名为“悉多”。这个名字是根据印度史诗《罗摩衍那》中的女主角悉多。波尔布特死后，其生前的助手狄坤纳娶棉素碧为妻。狄坤纳将悉多收为自己的养女，改名为索帕泽达。后来索帕泽达前往马来西亚攻读研究生，获得英语文学硕士学位。2014年3月中旬，索帕泽达在班迭棉吉省马莱县低调地举行婚礼，场面奢华。她的丈夫西威驰卡是其在读研究生时的同学。乔森潘出席了婚礼，并给予她祝福。索帕泽达表示自己将留在柬埔寨，经营家族的碾米厂。

## 评价

### 正面评价
- 波尔布特的妻子棉素碧：“他一直是一个好丈夫。他尽力教育孩子不要成为叛徒。自1985年我和他结婚以来，我从未见过他做过坏事……我希望全世界都知道他是一个好人、一个爱国者、一个好父亲。”[32]
- 中共中央主席毛泽东：“你们的作战、政治、军事、经济、外交、统一战线，我不谈了。（指邓小平）我赞成他的。他说你们是正确的”，“我们赞成你们啊！你们很多经验比我们好。中国没有资格批评你们，50年犯了10次路线错误，有些是全国性的，有些是局部的。陈独秀、瞿秋白、李立三、罗章龙，这四次跟苏联没有关系。王明、张国焘、高岗、彭德怀、刘少奇、林彪，这六次都跟苏联有关，反对我们，分裂党。可是他们都失败了，党没有分裂，把他们排除出去了。所以我说中国没有批评你们的资格，只有赞成你们。你们基本上是正确的。至于有没有缺点，我不清楚。总会有，你们自己去纠正。”[176]

### 负面评价
- 民主柬埔寨全国人大常委会第一副委员长塔莫克：“波尔布特死了是一件好事。我不觉得悲伤。波尔布特是一个越南间谍。我有档案……全世界应该停止谈论波尔布特死了这件事。他消灭了许多优秀干部，毁灭了我们的运动。我希望他死后在地狱里受苦。”[32]
- 中国中央军委主席邓小平批评波尔布特领导下的红色高棉“背离了马列主义”[177]。
- 阿尔巴尼亚劳动党中央委员会第一书记霍查批评波尔布特为“野蛮的法西斯暴徒”。[178]

- 美国耶鲁大学教授基尔南称波尔布特为“种族灭绝犯罪者”，并认为他的种族灭绝思想与希特勒的纳粹思想、非洲卢旺达胡图族的种族灭绝思想有共同点。[179]
- 《纽约时报》称波尔布特为“暴君”、他领导的政权在柬埔寨设立了“种族灭绝屠宰场”。[180]
- 美国之音称波尔布特为“暴虐的红色高棉政权领导人”。[181]
- 《炎黄春秋》刊登学者王晓林的文章，其中认为：“红色高棉在夺取政权之后迅速地达到完全丧失理性的巅峰。在速度上，它超过斯大林的肃反；在广泛性上超过中国的文化大革命；在残暴和野蛮的程度上超过希特勒纳粹，在毁国毁民的程度上超过非洲的卢旺达；在死亡人数和国民人口相对值上它创造了世界纪录。人类史上只有不得已的战争而没有不得已的大屠杀，即使如此，柬埔寨大屠杀也超出了人类正常思维的底线，其性质使所有史学家至今难下定义。......因为除了波尔布特临终前的谵妄——‘我没有屠杀，我只是在战斗’，至今也没有什么理论或者著作来说明或解释它。人们只能说这是一个疯子在向全人类挑战，向人性的底线挑战。这是一场向着毁灭人类也毁灭自己的黑暗高歌猛进的种族自杀。”[11]
- 自由亚洲电台特约评论员陈奎德认为：“柬埔寨共党的首领、红色高棉的波尔布特，是毛泽东的亲传弟子，他把毛泽东无法在中国这一大国实践的梦想，用于小国柬埔寨作实验，企图一蹴而就，实施突击式的社会改造，一步跨进共产主义天堂，结果，造成了20世纪骇人听闻的共产大惨案。......它实际上已成为二十世纪中共产主义运动的类似纳粹的“奥斯威辛”式的反人类事件。”[12]

## 演讲及谈话
- Long live the 17th anniversary of the Communist Party of Kampuchea] (speech), New York: Group of Kampuchean Residents in America, 1977.
- Speech made by comrade Pol Pot, Secretary of the Central Committee of the Communist Party of Kampuchea "At the banquet given in honour of the delegation of the Communist party of China and the government of the People's Republic of China. Phnom Penh, November 5, 1978."  [Phnom Penh]: Dept. of Press and Information, Ministry of Foreign Affairs, Democratic Kampuchea, 1978.
- Interview to the representatives of the Hong Kong's newspapers Wen wei po and Ta kun pao, Phnom Penh, September 21, 1978 [Phnom Penh]: Dept. of Press and Information, Ministry of Foreign Affairs, Democratic Kampuchea, 1978.
- Interview of Comrade Pol Pot, Secretary of the Central Committee of the Communist Party of Kampuchea, Prime Minister of the Government of Democratic Kampuchea to the delegation of Yugoslav journalists in visit to Democratic Kampuchea, March 17, 1978 [Phnom Penh]: Dept. of Press and Information, Ministry of Foreign Affairs, Democratic Kampuchea, 1978.
- Talks with the delegation of the Sweden-Kampuchea Friendship Association [August 1978]  [Phnom Penh]: Dept. of Press and Information, Ministry of Foreign Affairs, Democratic Kampuchea, 1978.
- Let us continue to firmly hold aloft the banner of the victory of the glorious Communist Party of Kampuchea in order to defend Democratic Kampuchea, carry on socialist revolution and build up socialism: speech made by Comrade Pol Pot on the occasion of the 18th anniversary of the founding of the Communist Party of Kampuchea, Phnom Penh, September 27, 1978 [Phnom Penh]: Dept. of Press and Information, Ministry of Foreign Affairs, Democratic Kampuchea, 1978.
- Talks with the delegation of the Association Belgium-Kampuchea, Phnom Penh, August 5, 1978 [Phnom Penh]: Dept. of Press and Information, Ministry of Foreign Affairs, Democratic Kampuchea, 1978.

### 引用
1. 1 2  Nate Thayer. "Dying Breath" Far Eastern Economic Review. 30 April 1998.
2. 1 2  Teresa Poole, "Pol Pot `suicide' to avoid US trial", The Independent, London, 21 January 1999.
3. 1 2 3  . 凤凰网. 2008-04-10  [2019年6月21日]. （原始内容存档于2019年6月21日）.
4. ↑  Brother Number One, David Chandler, Silkworm Book, 1992 p.7
5. ↑  Kiernan, Ben. The Pol Pot Regime: Race, Power, and Genocide in Cambodia under the Khmer Rouge, 1975–79. New Haven, CT: Yale University Press, 1996.
6. ↑  . Asiasource.org.   [2009-02-27]. （原始内容存档于2009-05-31）.
7. ↑  John Pilger. . Harper's Magazine. July 1998, ??: 15–17.
8. ↑  . Notablebiographies.com.   [2009-02-27]. （原始内容存档于2011-01-04）.
9. 1 2  . 人民日报. 1971年10月25日. （原始内容存档于2019年9月19日）.
10. ↑  . 1999: 13. ISBN 9787805929446.
11. 1 2 3 4  王晓林. . 《炎黄春秋》. （原始内容存档于2020-11-24） （中文）.
12. 1 2  . 自由亚洲电台. 2001-01-14. （原始内容存档于2021-07-18） （中文）.
13. ↑  吴嘉. . 《中国报道周刊》. 2005-05-10. （原始内容存档于2017-06-24） （中文）.
14. 1 2 3  . 凤凰网. （原始内容存档于2019-06-21） （中文）.
15. ↑  张慧. . 中青在线. 《中国青年报》. 2012-10-24. （原始内容存档于2015-07-20） （中文）.
16. ↑  . Screen International. 2013-05-20  [2014-02-24]. （原始内容存档于2015-09-11）.
17. ↑  安得. . 多维新闻. 2018-12-25. （原始内容存档于2019-05-01） （中文）.
18. ↑  方冰. . 美国之音. 2014-05-01. （原始内容存档于2021-07-03） （中文）.
19. ↑  王友琴.  (PDF). 芝加哥大学. 2016年. （原始内容存档 (PDF)于2021-07-03） （中文）.
20. ↑  于洪君. . 博讯. 共识网. 2016-01-13. （原始内容存档于2018-02-03） （中文）.
21. ↑  .   [2023-08-23]. （原始内容存档于2023-07-12）.
22. ↑  柬易. . 独立中文笔会. 2019-06-27. （原始内容存档于2019-08-10） （中文）.
23. ↑  燕妮. . 人民网. 《文史参考》. 2010-08-11. （原始内容存档于2018-08-24） （中文）.
24. ↑  凯文. . 法国国际广播电台. 2009-03-13. （原始内容存档于2021-06-06） （中文）.
25. ↑  Heuveline, Patrick (2001). "The Demographic Analysis of Mortality in Cambodia." In Forced Migration and Mortality, eds. Holly E. Reed and Charles B. Keely. Washington, D.C.: National Academy Press.
26. ↑  Marek Sliwinski, Le Génocide Khmer Rouge: Une Analyse Démographique (L'Harmattan, 1995).
27. ↑  Banister, Judith, and Paige Johnson (1993). "After the Nightmare: The Population of Cambodia." In Genocide and Democracy in Cambodia: The Khmer Rouge, the United Nations and the International Community, ed. Ben Kiernan. New Haven, Conn.: Yale University Southeast Asia Studies.
28. ↑  . 《人民日報》 (人民日报社). 1977-09-29. （原始内容存档于2023-01-29） （中文）.
29. ↑  . 《人民日报》. 1977-09-29. （原始内容存档于2023-01-29） （中文）.
30. 1 2  "Khmer Rouge Said to Execute A Top Aide on Pol Pot's Order" （页面存档备份，存于）, New York Times, 14-06-97
31. ↑  Chandler 1992，第7頁; Short 2004，第15頁.
32. 1 2 3 4  Nate Thayer, "Dying Breath The inside story of Pol Pot's last days and the disintegration of the movement he created," Far Eastern Economic Review, April 30, 1998 的存檔，存档日期2009-02-19.
33. 1 2  Short 2004，第15頁.
34. ↑  Chandler 1992，第7頁.
35. ↑  Short 2004，第18頁.
36. ↑  Chandler 1992，第8頁; Short 2004，第15, 18頁.
37. 1 2 3 4  Chandler 1992，第8頁.
38. ↑  Short 2004，第16頁.
39. ↑  Chandler 1992，第14頁.
40. ↑  Chandler 1992，第8頁; Short 2004，第16–17頁.
41. ↑  Chandler 1992，第9頁; Short 2004，第20–21頁.
42. ↑  Short 2004，第23頁.
43. ↑  Chandler 1992，第17頁; Short 2004，第23頁.
44. ↑  Chandler 1992，第17頁.
45. ↑  Short 2004，第28頁.
46. ↑  Chandler 1992，第17頁; Short 2004，第28–29頁.
47. ↑  Chandler 1992，第18頁; Short 2004，第28頁.
48. ↑  Marlay, R. and Neher, C. Patriots and tyrants: ten Asian leaders, Rowman & Littlefield, 1999, p.177
49. ↑  Chandler 1992，第19頁.
50. ↑  Short 2004，第36頁.
51. ↑  Chandler 1992，第21頁; Short 2004，第42頁.
52. ↑  Chandler 1992，第21頁; Short 2004，第42–43頁.
53. ↑  Chandler 1992，第22頁.
54. ↑  Short 2004，第42–43頁.
55. ↑  Chandler 1992，第25, 27頁; Short 2004，第45頁.
56. ↑  Short 2004，第43頁.
57. ↑  Short 2004，第49頁.
58. ↑  Short 2004，第53頁.
59. 1 2  Short 2004，第63頁.
60. ↑  Short 2004，第64頁.
61. ↑  Chandler 1992，第22, 28頁; Short 2004，第66頁.
62. 1 2  Short 2004，第66頁.
63. ↑  Chandler 1992，第34頁; Short 2004，第67頁.
64. ↑  Short 2004，第65頁.
65. 1 2  Short 2004，第70頁.
66. ↑  Short 2004，第72頁.
67. ↑  Short 2004，第74頁.
68. ↑  Short 2004，第76–77頁.
69. ↑  Chandler 1992，第39頁; Short 2004，第79頁.
70. 1 2  Short 2004，第83頁.
71. ↑  Chandler 1992，第28頁; Short 2004，第65, 82頁.
72. ↑  Chandler 1992，第42頁; Short 2004，第82頁.
73. ↑  Short 2004，第85–86頁.
74. ↑  Short 2004，第88–89頁.
75. ↑  Short 2004，第87頁.
76. ↑  Short 2004，第89頁.
77. ↑  Short 2004，第89–90頁.
78. ↑  Short 2004，第90頁.
79. ↑  Short 2004，第96頁.
80. ↑  Chandler 1992，第44頁; Short 2004，第96頁.
81. ↑  Chandler 1992，第45頁; Short 2004，第100頁.
82. ↑  Chandler 1992，第45–46頁; Short 2004，第103–104頁.
83. ↑  Chandler 1992，第46頁; Short 2004，第104–105頁.
84. ↑  Short 2004，第105頁.
85. ↑  Chandler 1992，第48頁.
86. ↑  Chandler 1992，第47–48頁; Short 2004，第107–108頁.
87. ↑  Chandler 1992，第47頁; Short 2004，第116頁.
88. ↑  Chandler 1992，第52頁; Short 2004，第120頁.
89. ↑  Chandler 1992，第52頁; Short 2004，第118頁.
90. ↑  Short 2004，第116頁.
91. ↑  Short 2004，第120頁.
92. ↑  Short 2004，第135–136頁.
93. ↑  Chandler 1992，第62頁.
94. ↑  Chandler 1992，第61–62頁; Short 2004，第138頁.
95. ↑  Tyner, James A. . Syracuse, New York: Syracuse University Press. 2017: 38  [2019-06-08]. ISBN 9780815635567. （原始内容存档于2019-03-14）.
96. ↑  Chandler 1992，第63頁; Short 2004，第140頁.
97. ↑  Chandler 1992，第63–64頁; Short 2004，第141頁.
98. ↑  Chandler 1992，第66頁; Short 2004，第141–142頁.
99. ↑  Short 2004，第141頁.
100. 1 2  Chandler 1992，第66頁; Short 2004，第142–143頁.
101. ↑  Chandler 1992，第60頁; Short 2004，第131–32頁.
102. ↑  Chandler 1992，第67頁; Short 2004，第144頁.
103. 1 2 3  Short 2004，第146頁.
104. ↑  Short 2004，第147頁.
105. ↑  Chandler 1992，第74頁; Short 2004，第156–157頁.
106. ↑  Chandler 1992，第70–71頁; Short 2004，第157頁.
107. ↑  Short 2004，第158–159頁.
108. ↑  Short 2004，第159頁.
109. ↑  Chandler 1992，第76–77頁; Short 2004，第159–160頁.
110. ↑  Short 2004，第161頁.
111. ↑  Chandler 1992，第70頁; Short 2004，第162頁.
112. ↑  Short 2004，第162頁.
113. ↑  Short 2004，第170頁.
114. 1 2  Short 2004，第174頁.
115. ↑  Short 2004，第175頁.
116. ↑  Short 2004，第176頁.
117. ↑  Short 2004，第177頁.
118. ↑  Hinton, Alexander Laban. . University of California Press. 2005: 382  [2019-06-08]. （原始内容存档于2019-08-13）.
119. ↑  Lahneman, William J. . Rowman & Littlefield. 2004: 97  [2019-06-08]. （原始内容存档于2016-08-08）.
120. ↑  Mydans, Seth. . The New York Times. 1998-04-17  [2015-12-09]. （原始内容存档于2019-08-12）.
121. ↑  Holiday in Cambodia （页面存档备份，存于）, by William T. Vollman; in Spin; published March 1997; p. 85
122. ↑  Short 2004，第5頁.
123. ↑  . 人民日报. 1976年4月15日. （原始内容存档于2019年9月17日）.
124. ↑  Short 2005，第288頁
125. ↑  Short 2005，第290頁
126. ↑  Short 2005，第289頁
127. ↑  Anderson, Jack; Whitten, Les. . The Washington Post. 1975-06-04. In CIA jargon, the agency has "no assets" left in Cambodia. The analysts can only make agonizing guesses about what has happened to the three million men, women, and children. For many, the forced evacuation must have been a death march. The aged and the ailing probably didn't survive the trek. Patients were even cleared out of the hospitals and herded into the hinterland with the rest ... There also aren't enough food stocks in the backwoods ... Analysts believe that hundreds of thousands will die of starvation. One shocking estimate is that at least a million people will perish. It appears that the Khmer Rouge, as all Cambodian communists call themselves, may be guilty of genocide against their own people ... There also have been reports, including some intercepted messages, that the communists are executing the entire families of former military officers and high civilian officials.
128. ↑  Anderson, Jack. . The Washington Post. 1975-06-23. This must go down in history as the greatest atrocity since the Nazis herded Jews into the gas chambers.
129. ↑  Quoted in Short 2005，第288頁
130. ↑  Jackson, Karl D. . Jackson, Karl D.  (编). . Princeton University Press. 2014: 52  [2015-04-17]. ISBN 9781400851706. （原始内容存档于2019-08-15）. [...] the population of Democratic Kampuchea was divided into three categories, based on their class backgrounds and their political pasts: individuals with full rights (penh sith), those who were candidates for full rights (triem), and those who had no rights whatsoever (bannheu). [...] The lowest category, the bannheu or depositees, had no rights whatsoever, not even the right to food. These were former landowners, army officers, bureaucrats, teachers, merchants, and urban residents [...].
131. ↑  Children of Cambodia's Killing Fields, Worms from Our Skin. Teeda Butt Mam. Memoirs compiled by Dith Pran. 1997, Yale University. ISBN 978-0-300-07873-2. Excerpts available from Google Books （页面存档备份，存于）.
132. ↑  Wessinger, Catherine. . Syracuse University Press. 2000: 282. ISBN 9780815628095 （英语）. Democratic Kampuchea was officially an atheist state, and the persecution of religion by the Khmer Rouge was matched in severity only by the persecution of religion in the communist states of Albania and North Korea, so there were not any direct historical continuities of Buddhism into the Democratic Kampuchea era.
133. ↑  Juergensmeyer, Mark. . Oxford University Press. : 495.
134. ↑  Quinn-Judge, Westad, Odd Arne, Sophie. . Routledge. 2006: 189.
135. ↑  Philip Shenon, Phnom Penh Journal; Lord Buddha Returns, With Artists His Soldiers （页面存档备份，存于） The New York Times – 2 January 1992
136. ↑  Carvin, Andy "KR Years: The fall of the Khmer Rouge （页面存档备份，存于）"
137. ↑   (PDF).   [2014-08-08]. （原始内容存档 (PDF)于2012-09-28）.
138. ↑   (PDF).   [2014-08-08]. （原始内容 (PDF)存档于2016-02-16）.
139. ↑  Paul Quinn-Judge. . The Christian Science Monitor. 1985-09-04  [2013-11-15]. （原始内容存档于2013-12-02）.
140. ↑  David P. Chandler, Brother Number One: A Political Biography of Pol Pot, Silkworm Books, Chiang Mai, 2000.
141. ↑  . 人民网.   [2014年6月25日]. （原始内容存档于2015年4月16日）.
142. 1 2  Short 2004，第442頁.
143. ↑  . nytimes.com. 1997年10月23日  [2022年11月12日]. （原始内容存档于2022年11月12日）.
144. ↑  "Day of Reckoning" by Nate Thayer, in Far Eastern Economic Review (October 1997)
145. ↑  Gittings, John; Tran, Mark. . The Guardian. 1999-01-21  [2014-08-08]. （原始内容存档于2019-06-08）.
146. ↑  Chan, Sucheng (2004). Survivors: Cambodian Refugees in the United States. University of Illinois Press. ISBN 978-0252071799.
147. ↑  . 人民日报. 1998年4月17日. （原始内容存档于2019年9月19日）.
148. ↑  Sainsbury, Peter. Tayseng, Ly; Rith, Sam; Seangly, Phak; Kunmakara, May; Simala, Pen , 编. . The Phnom Penh Post (Phnom Penh, Cambodia: Post Media Co Ltd). 24 April 1998  [26 June 2021]. （原始内容存档于25 November 2013） （English）.
149. ↑  Chandler, David. Tayseng, Ly; Rith, Sam; Seangly, Phak; Kunmakara, May; Simala, Pen , 编. . The Phnom Penh Post (Phnom Penh, Cambodia: Post Media Co Ltd). 27 June 1997  [26 June 2021]. （原始内容存档于10 April 2014） （English）.
150. ↑  Handley, Erin; Sineat, Yon; Meta, Kong. Tayseng, Ly; Rith, Sam; Seangly, Phak; Kunmakara, May; Simala, Pen , 编. . The Phnom Penh Post (Phnom Penh, Cambodia: Post Media Co Ltd). 13 April 2018  [26 June 2021]. （原始内容存档于30 October 2020） （English）.
151. ↑  . 人民日报. 1998年4月20日. （原始内容存档于2019年9月19日）.
152. ↑  Taylor, Adam. . Washington Post. 2014-08-07  [2018-02-15]. ISSN 0190-8286. （原始内容存档于2019-04-25） （美国英语）.
153. ↑  Short 2004，第67頁.
154. ↑  Short 2004，第148頁.
155. 1 2  Short 2004，第150頁.
156. ↑  Short 2004，第149–150頁.
157. ↑  Vollmann, William T. . The New York Times. 2005-02-27  [2018-02-15]. ISSN 0362-4331. （原始内容存档于2019-06-08） （美国英语）.
158. ↑  . www.ppu.org.uk.   [2018-02-15]. （原始内容存档于2014-10-30）.
159. ↑  .   [2018-02-15]. （原始内容存档于2019-06-08） （英语）.
160. ↑  . HISTORY.com.   [2018-02-15]. （原始内容存档于2018-05-02）.
161. ↑  . hmd.org.uk.   [2018-02-15]. （原始内容存档于2018-06-13） （英语）.
162. 1 2 3  Chandler 2008，第223–224頁.
163. ↑  Quinlan, Daniel; Asian Correspondent Staff. . Asian Correspondent. 20 February 2014. （原始内容存档于2015-10-04）.
164. ↑  Chandler 2008，第269, 270頁.
165. 1 2 3 4 5 6  Seth Mydans. . 纽约时报. 1997-08-06  [2023-05-07]. （原始内容存档于2023-05-31）.
166. 1 2 3  Denis Gray. . 美联社. 1990-03-29  [2023-05-07]. （原始内容存档于2023-05-12）.
167. ↑  . 美联社. 1997-05-19  [2023-05-07]. （原始内容存档于2023-05-08）.
168. 1 2  JULIA WALLACE. . The Cambodia Daily. 2010-02-15  [2023-05-07]. （原始内容存档于2023-05-11）.
169. ↑  . Deseret News. 1997-08-06  [2023-06-11]. （原始内容存档于2023-06-12）.
170. ↑  YUN SAMEAN. . The Cambodia Daily. 2005-02-14  [2023-06-11]. （原始内容存档于2023-06-11）.
171. ↑  Securing Allegiance: Elite’s Children Find Love in a Hot Political Climate, Cambodia Daily Weekend Edition Saturday, January 17–18, 2004
172. ↑  Short 2005，第423頁
173. ↑  May Titthara. . 金边邮报. 2014-03-17  [2023-05-07]. （原始内容存档于2023-05-08）.
174. ↑  . 中国青年报. 2014-04-10  [2019年6月8日]. （原始内容存档于2019年6月8日）.
175. ↑  . The Cambodian Daily. 2014-03-17  [2019-06-08]. （原始内容存档于2019-05-29）.
176. ↑  . 中文马克思主义文库.   [2023-06-08]. （原始内容存档于2023-06-16）.
177. ↑  Short 2004，第402頁.
178. ↑  . Springer. 1981: 108.
179. ↑  本•柯能. . 联合国. （原始内容存档于2018-08-13） （中文）.
180. ↑  Rick Gladstone. . 《纽约时报》. 2016-08-02. （原始内容存档于2019-10-05） （中文）.
181. ↑  . 美国之音. 2001-12-18. （原始内容存档于2021-07-18） （中文）.

## 延伸閱讀
- 王爰飞. . 中国文史出版社. 1997. ISBN 9787503408885.
- Denise Affonço, To The End of Hell: One Woman's Struggle to Survive Cambodia's Khmer Rouge.
- David P. Chandler, Ben Kiernan & Chanthou Boua: Pol Pot plans the future: Confidential leadership documents from Democratic Kampuchea, 1976–1977. New Haven, CT: Yale University Press, 1988.
- Stephen Heder, Pol Pot and Khieu Samphan. Clayton, Victoria: Centre of Southeast Asian Studies, 1991.
- Ben Kiernan, "Social Cohesion in Revolutionary Cambodia", Australian Outlook, December 1976.
- Ben Kiernan, "Vietnam and the Governments and People of Kampuchea", Bulletin of Concerned Asian Scholars (October–December 1979)
- Ben Kiernan, The Pol Pot regime: Race, power and genocide in Cambodia under the Khmer Rouge, 1975–79. New Haven, Conn: Yale University Press, 1997.
- Ben Kiernan, How Pol Pot came to power: A history of Cambodian communism, 1930–1975. New Haven, Conn.: Yale University Press, 2004.
- Henri Locard, （页面存档备份，存于） "State Violence in Democratic Kampuchea (1975–1979) and Retribution (1979–2004)", European Review of History—Revue européenne d'Histoire, vol. 12, no. 1 (March 2005), pp. 121–143.
- François Ponchaud, Cambodia: Year Zero. New York: Holt, Rinehart and Winston, 1978
- Piergiorgio Pescali, Indocina. Bologna: Emil, 2010.
- Piergiorgio Pescali, S-21 Nella prigione di Pol Pot. Milan: La Ponga Edizioni, 2015.

## 外部連結
- （页面存档备份，存于） A meeting with Pol Pot. Elizabeth Becker of The New York Times.
- Cambodian Genocide. Material compiled by Dr. Stuart D Stein.
- （页面存档备份，存于） Cambodian Genocide Program, 1994–2008.
- （页面存档备份，存于） Cambodia Tribunal Monitor.
- Biography of comrade Pol Pot, secretary of the Central Committee of the Communist Party of Kampuchea. A pamphlet published by Democratic Kampucheas foreign ministry.

| 官衔            | 官衔                                       | 官衔            |
| --------------- | ------------------------------------------ | --------------- |
| 前任者： 乔森潘 | 民主柬埔寨政府总理 1976年–1980年           | 繼任者： 乔森潘 |
| 职位设立        | 最高国防研究院院长 1985年–1997年           | 职位取消        |
| 政党职务        |                                            |                 |
| 前任者： 杜斯木 | 柬埔寨共产党中央委员会总书记 1963年–1981年 | 政党解散        |
| 政党成立        | 民主柬埔寨党中央委员会总书记 1981年–1985年 | 繼任者： 乔森潘 |
| 军职            |                                            |                 |
| 部队成立        | 民主柬埔寨国民军总司令 1980年–1985年       | 繼任者： 宋成   |